# Meziříčko (Žďár nad Sázavou-i járás)
Meziříčko település Csehországban, a Žďár nad Sázavou-i járásban. Meziříčko Kamenice, Jersín, Nadějov, Černá és Měřín településekkel határos. Lakosainak száma 178 fő (2024. január 1.).

## Népesség
A település lakosságának változását az alábbi diagram mutatja:
| Lakosok száma | 388  | 377  | 348  | 290  | 213  | 179  | 185  | 183  | 173  | 178  |
|               | 1869 | 1890 | 1921 | 1950 | 1980 | 2001 | 2017 | 2019 | 2022 | 2024 |